# Anoba polyspila
Anoba polyspila là một loài bướm đêm trong họ Erebidae.